# Вовчинець (Івано-Франківський район)
Вовчине́ць — село в Івано-Франківському районі Івано-Франківської області. Розташоване на північний схід від міста Івано-Франківська. Входить до складу Івано-Франківської міської громади.

## Герб
Щит перетятий лазуровим і золотим. У першій частині золотий пам'ятник із срібною табличкою, оточений вінком із золотого листя та червоних грон калини та золотого дубового листя і жолудів. У другій частині виникають зелені пагорби, на яких лазурова хвилеподібна балка, поверх всього срібний вовк (герб є промовистим).

## Населення

### Мова
Розподіл населення за рідною мовою за даними перепису 2001 року:
| Мова       | Кількість | Відсоток |
| ---------- | --------- | -------- |
| українська | 2643      | 99.85%   |
| російська  | 2         | 0.07%    |
| німецька   | 1         | 0.04%    |
| румунська  | 1         | 0.04%    |
| Усього     | 2647      | 100%     |

## Історичні дані
За архівними даними село Вовчинець вперше згадане у 1378 році. Офіційна дата заснування села за старими даними — 1469 р. Село згадується 6 січня 1464 року як «Valczinecz» у книгах галицького суду. В окремих місцях сучасного Вовчинця ріс густий дубовий ліс. Ще й тепер вода вимиває куски дубів біля трьох штучно створених озер. На цій території водилось багато вовків, і тому її, а згодом і село назвали «Вовчинець».
У 1662 р. біля Вовчинця почалося будівництво міста Станиславова (тепер Івано-Франківськ), у якому брали участь майстри з сусідніх сіл. Як будівельний матеріал використовували гіпсові камені із Вовчинецької гори (їх згодом було видно в фундаментах багатьох будинків).
Вовчинець був у власності відомих магнатів Потоцьких і Яблонських. Після заснування поряд з Вовчинцем Станиславова життя селян поступово пов'язувалось із містом, де вони могли торгувати та найматись на роботу.
У 1832 р. Вовчинець належав до Єзупільської домінії Станиславівського округу (циркулу), а з 1854 — до Станиславівського повіту та Станиславівського окружного суду. Після скасування панщини Вовчинцем управляв війт як державний службовець.
З 8 вересня 1934 р. Вовчинець належав до Угорницької ґміни Станиславівського повіту. На 1.01.1939 в селі проживало 2200 мешканців (1880 українців-грекокатоликів, 240 українців-римокатоликів, 50 поляків і 30 євреїв).
У 1982 р. село приєднане до Івано-Франківська.

## «Вовчинецькі гори»
Поблизу села розташована комплексна пам'ятка природи місцевого значення «Вовчинецькі гори» площею 30 га. «Вовчинецькі гори» являють собою систему горбів з цікавими відслоненнями, вкритими розмаїтою лучно-степовою рослинністю. Серед рослинності трапляються такі цінні лікарські рослини, як шавлія лучна, первоцвіт весняний та інші, а також рослини, що занесені до Червоної книги України, зокрема — лілія лісова, пальчатокорінник травневий тощо.

## Пам'ятник Тарасу Шевченку
Пам'ятник Тарасові Шевченку в селі Вовчинці було споруджено в 1911 зусиллями Йосипа Гайдея (каменяр), Григорія Новоґродського, Антона Світного та мецената Григорія Борисюка. Оскільки сільська влада не давала дозволу на встановлення пам'ятника, то вони підготували все необхідне заздалегідь і вимурували пам'ятник уночі. Під барельєфом Тараса Шевченка у першому варіанті пам'ятника був зроблений напис «Встане Україна і розвіє тьму неволі, світ правди засвітить». Проте, один з мешканців села Василь Чагур (1930 р. н.) твердить, що початковий варіант напису під барельєфом Тараса Шевченка звучав так: «Борітеся — поборете! Вам Бог помагає!..»
Під час першої світової війни барельєф з написом зняли та заховали. В 1924 році його встановили знову, але зі зміненим текстом напису: «Учітеся, читайте, І чужому научайтесь, Й свого не цурайтесь».
За часів польської влади стався перший напад на пам'ятник. Пошкодити пам'ятник спробував один з польських жовнірів, які ходили селом на стрільбище. Другий напад стався наприкінці 1980-х і був здійснений, можливо, за вказівкою когось із місцевих керівників. Тоді було відбито боковини хреста. Після проголошення Незалежності України пам'ятник було реконструйовано. Завдяки старанням тодішнього голови Вовчинецької сільської ради Івана Новицького, а також Ярослава Храбатина та Ярослава Бажана було покладено новий хрест, підніжжя пам'ятника обкладено гранітними плитами, а дерев'яну огорожу замінено на металеву.

## Церква
Церква св. Архистратига Михаїла — пам'ятка архітектури місцевого значення №973.

## Відомі люди
- Дебенко Богдан Федорович — футболіст, тренер.
- Дебенко Василь Зіновійович — історик-славіст, кандидат історичних наук, сержант НГУ.
- Койляк Олег Володимирович (1993—2023) — старший сержант Збройних сил України, учасник російсько-української війни.
- Юрчишин Руслан (31.05.1982-01.01.2016) — художник, доброволець, снайпер Національної Гвардії України[7]

## Галерея

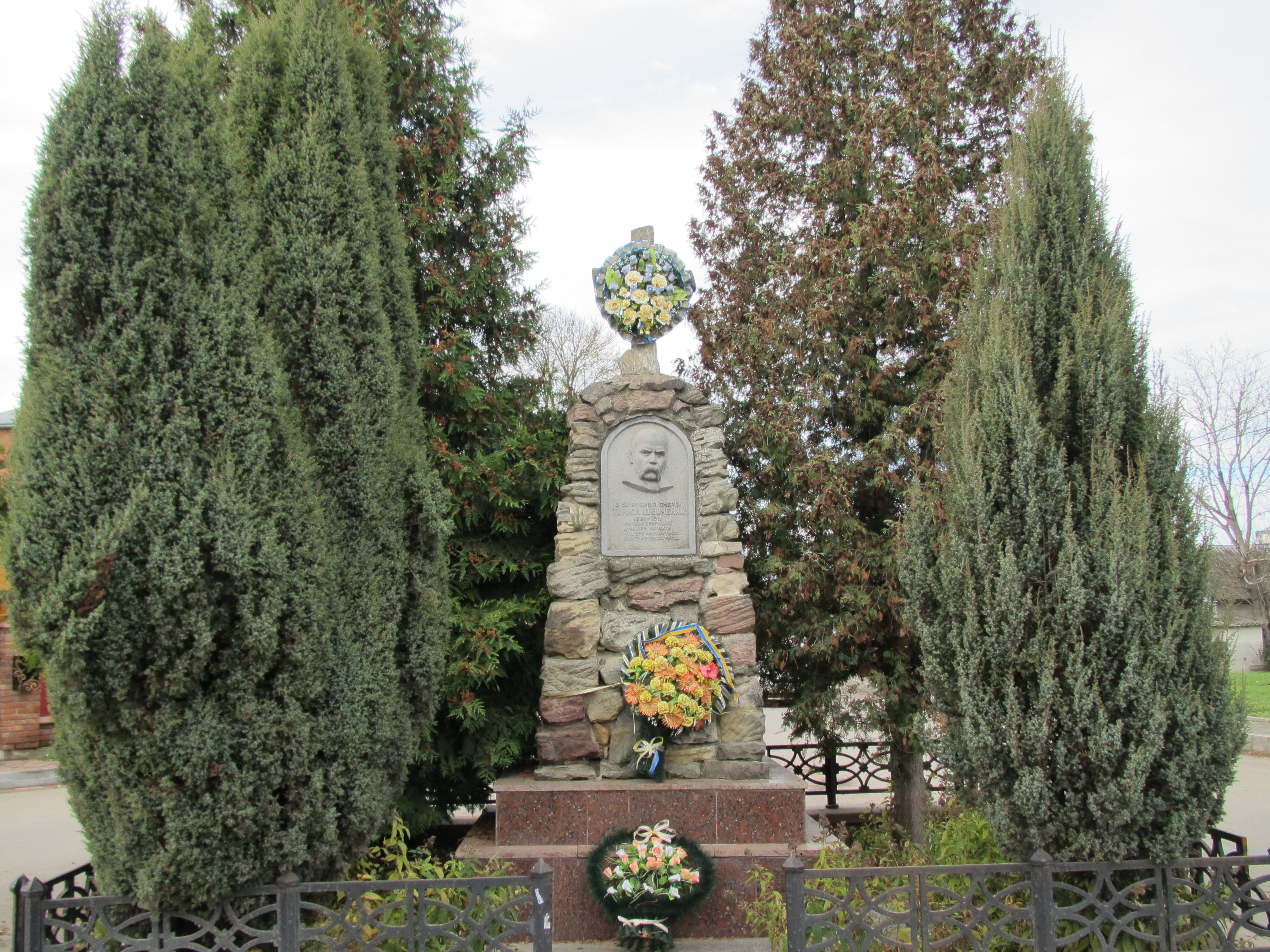
Пам'ятник Т. Шевченку
Вовчинецька сільрада
Символічна могила борцям за волю України
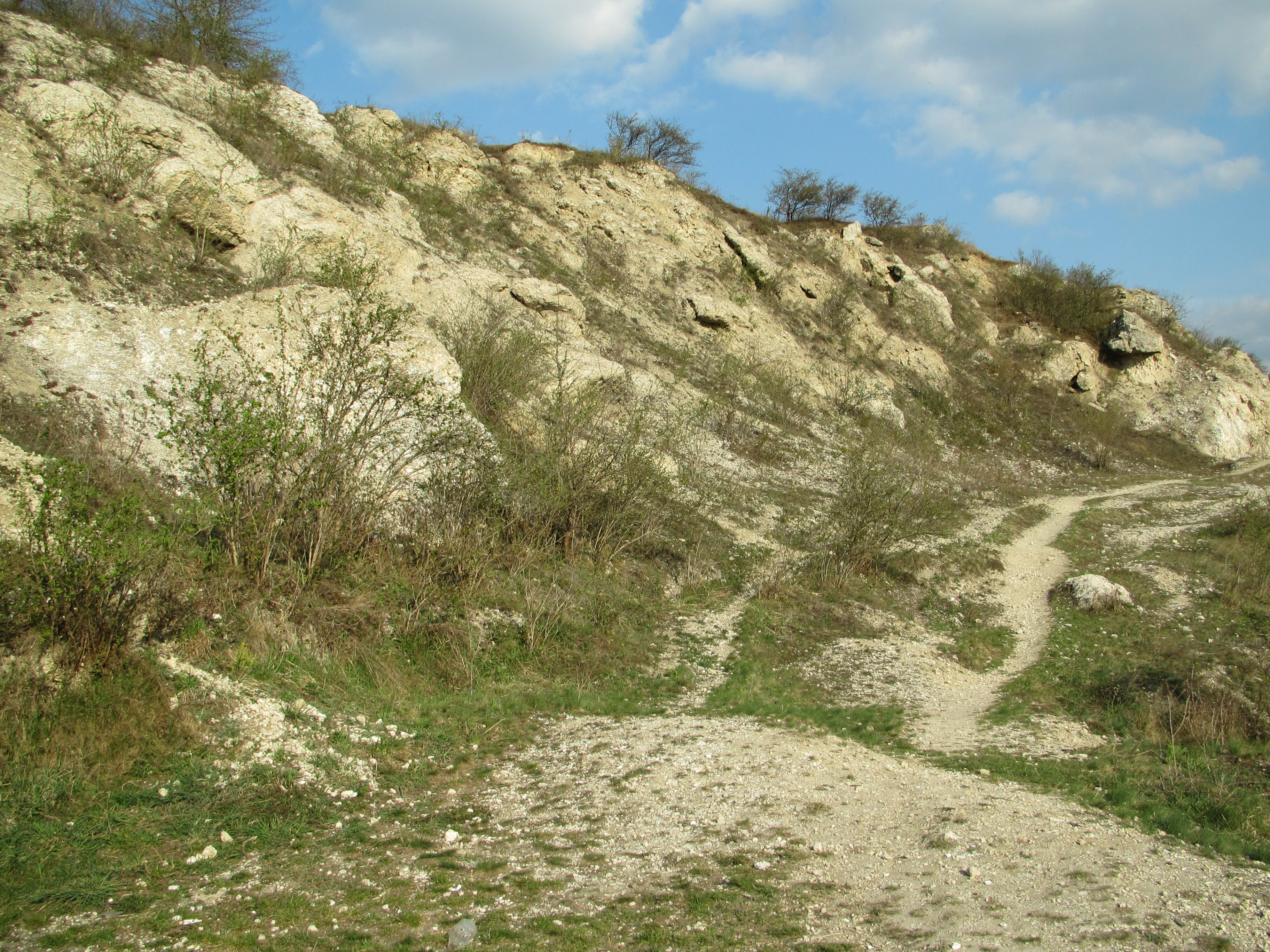
Вовчинецькі гори
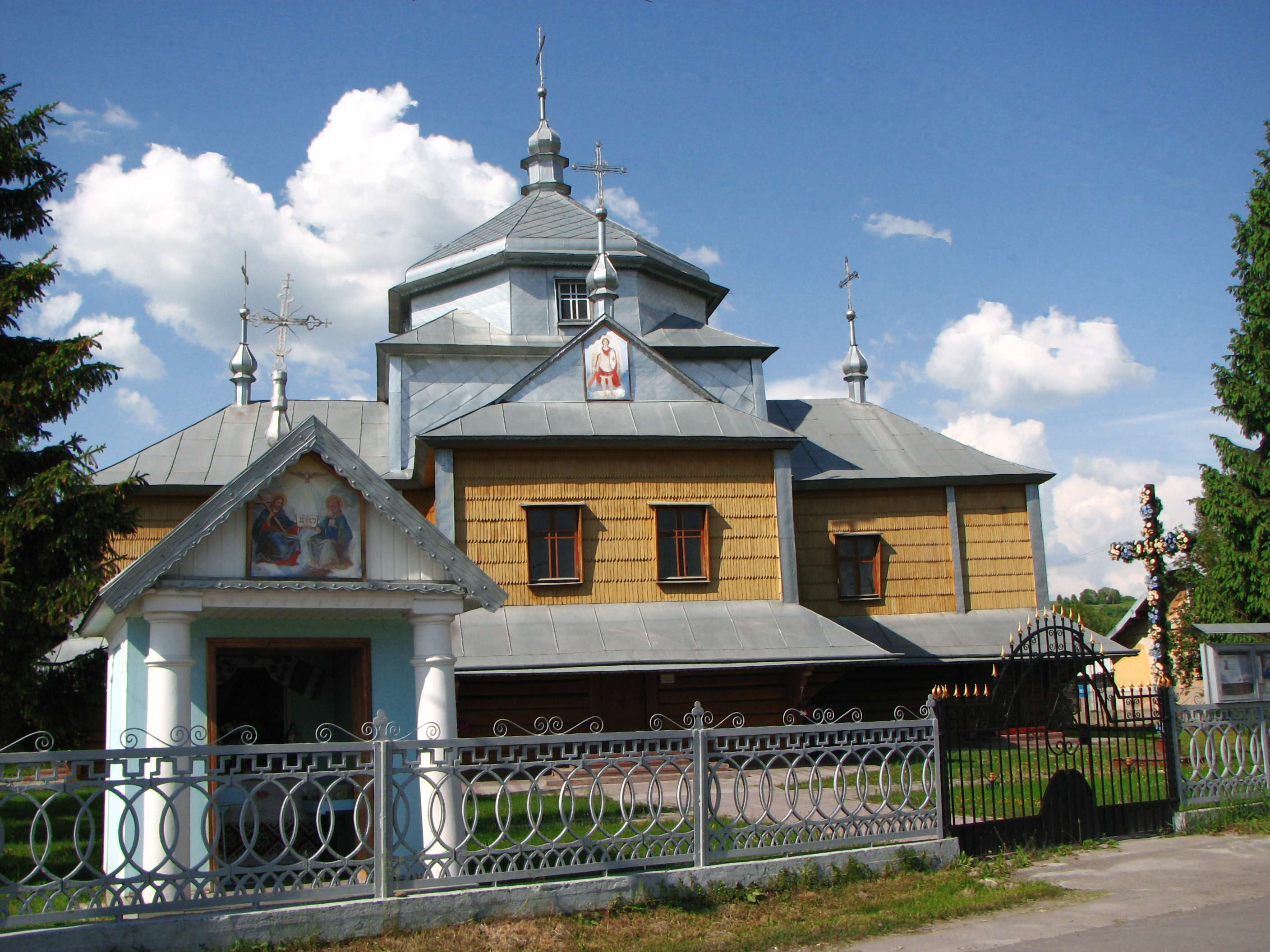
Церква св. Архистратига Михаїла
Капличка
Будинок культури